# Août 1777

## Événements

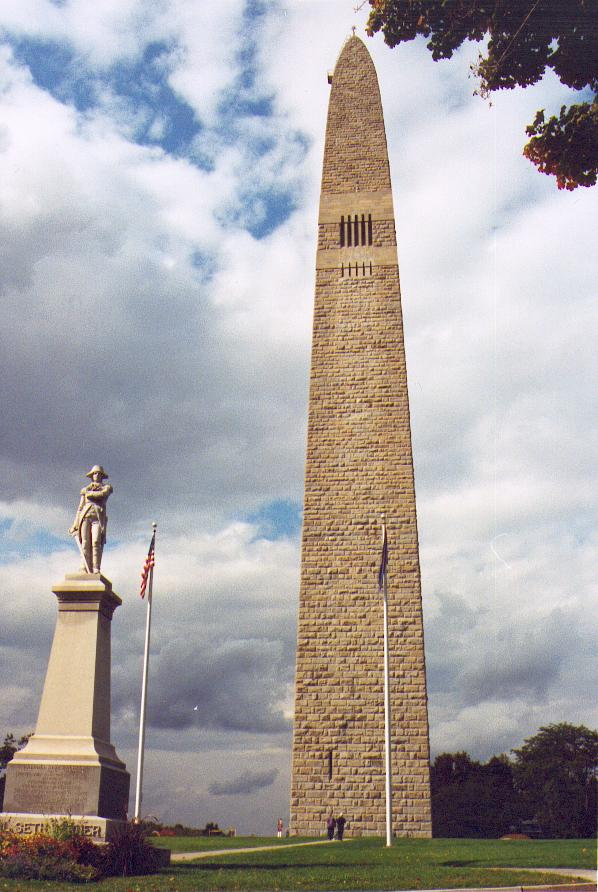
Mémorial de Bennington

- 6 août : victoire loyaliste à la bataille d'Oriskany.
- 16 août : victoire américaine à la bataille de Bennington[1].
- 22 août : 
  - victoire loyaliste à la bataille de Staten Island.
  - Réforme de l’enseignement secondaire en Hongrie (Ratio educationis). Création d’un système unitaire de 8 académies avec 128 collèges[2]. La physique de Newton commence à être enseignée.

## Naissances
- 11 août : Giuseppe Bossi, peintre italien († 9 novembre 1815)
- 14 août : Hans Christian Ørsted († 1851), physicien danois.
- 19 août : Louis Nicolas Philippe Auguste de Forbin peintre français, élève de David
- 31 août : Jean-Pierre-Joseph d'Arcet († 1844), chimiste français.

## Décès
- 5 août : Philibert Trudaine de Montigny (né en 1733), administrateur et savant français.
- 17 août : Giuseppe Scarlatti, compositeur italien (° 1723).
- 18 août : Johann Christian Erxleben (né en 1744), naturaliste allemand.
- 23 août : Charles-Joseph Natoire, peintre français (° 3 mars 1700).